# De Vijf en het geheim van de zigeuners
De Vijf en het geheim van de zigeuners is het elfde deel uit de De Vijf-boekenreeks. Het boek werd in 1954 geschreven door Enid Blyton onder de titel Five go to Mystery Moor.
Het boek werd voor Nederland bewerkt door D.L. Uyt den Boogaard en uitgegeven door H.J.W. Becht, met illustraties van Jean Sidobre. De omslag van de eerste drie drukken is gemaakt door Hans G. Kresse. Vanaf 2002 wordt het boek uitgegeven in een nieuwe vertaling van J.H. Gever en geïllustreerd door Julius Ros.

## Verhaal
George en Annie logeren bij de paardrijschool van kapitein Johnson, terwijl Julian en Dick met hun schoolvrienden kamperen. Ze hebben afgesproken om elkaar weer te ontmoeten in Kirrin, maar dan krijgt George bericht van haar moeder met het verzoek nog een weekje weg te blijven. De Vijf besluiten naar de 'Geheimzinnige Heide' te gaan, waar ze een groep zigeuners volgen. Midden in de nacht horen ze rare geluiden en zien ze lichtsignalen. Maar wanneer er mist vanuit zee komt opzetten, zouden De Vijf willen dat ze uit de buurt waren gebleven.